# Zimmern (Bisingen)
Zimmern ist ein Teilort der Gemeinde Bisingen im Zollernalbkreis, Baden-Württemberg (Deutschland). Auf der Gemarkung des Dorfes steht die Burg Hohenzollern oder umgangssprachlich Berg und Burg zusammenfassend „der Zoller“.

## Geographie
Zimmern befindet sich unterhalb des nordwestlichen Steilrands der Schwäbischen Alb, ungefähr auf halbem Weg zwischen Stuttgart und dem Bodensee. Die Ortschaft liegt direkt am Fuße des Hohenzollern auf einer Höhe von rund 550 m ü. NHN.
Der Ort ist umgeben vom Hohenzollern im Osten und dem südlich liegenden Albtrauf, der hier vom Aussichtspunkt Zeller Horn bis zum Heiligenkopf reicht. Das Dorf ist eingebettet in die typische Landschaft am Aufstieg zur Schwäbischen Alb, mit ihrem Buchenmischwald, Streuobstwiesen, einem rund 100 ha großen Naturschutzgebiet und landwirtschaftlich genutzten Wiesen und Äckern. Durch das Dorf fließt der Weidenbach, der ab Zimmern Zimmerbach heißt.

## Dorfgliederung
Die Dorfstruktur ist typisch für diese kleinen Siedlungen. Direkt am Weidenbach entlang angelegt hat es einen alten Dorfkern, der ursprünglich aus Fachwerkhäusern bestand.
Von diesen Häusern ist bis heute das alte Wangerhaus mit einer noch im Original erhaltenen Werkstatt erhalten. Prägend für diesen Kern ist auch die auf einem Hügel stehende Kirche, die dem heiligen St. Georg geweiht ist und auf rund 500 Jahre zurückblicken kann.
Seit etwa 1970 hat sich die Ortschaft durch die Baugebiete Ganswies und Vorderwies nördlich und südwestlich des Ortskernes erweitert und hat nun rund 610 Einwohner. Die ehemals bäuerliche Struktur ist insbesondere nach dem Zweiten Weltkrieg durch drei Textilbetriebe geändert worden. Dort, in den Textilbetrieben Daiker, Schneider und Conzelmann, fanden mehr als 100 Frauen einen Arbeitsplatz.
Im Ort befinden sich weiterhin zwei traditionelle Gasthäuser. Das heutige Restaurant Adler ist weithin für seine gehobene Küche bekannt und wurde bereits im Restaurantführer Guide Michelin erwähnt. Der Grüne Baum ist eine Bauernwirtschaft mit dörflichem Charakter. Die bis in die 1960er Jahre intakte Versorgungsstruktur (Metzgerei, Lebensmittelgeschäfte, Getränkehandel) hat sich wie in vielen Dörfern der Alb aufgelöst.

## Geschichte

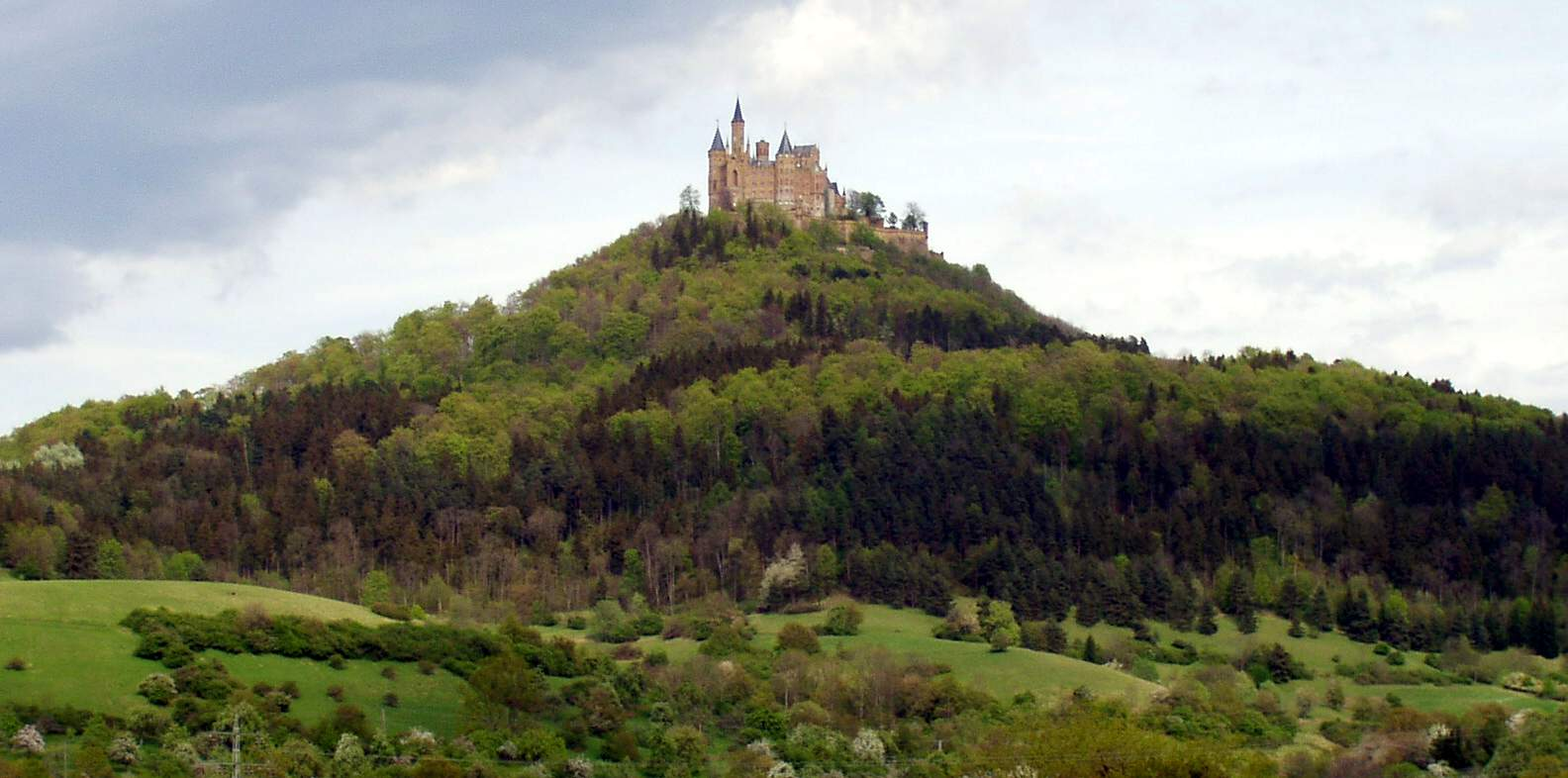
Die Burg Hohenzollern von Zimmern aus gesehen

Eine im Bürgersaal hängende Urkunde erwähnt einen Gottfried von Zimmern; diese Urkunde von 1156 zeigt wohl die erste namentliche Erwähnung des Ortes Zimmern. Es ist anzunehmen, dass Zimmern also jünger ist als die umliegenden Ortschaften alemannischen Ursprungs wie Wessingen oder Bisingen, der Hauptort, zu dem Zimmern im Jahre 1972 im Zuge der Gemeindereform von Baden-Württemberg eingemeindet wurde.
Trotzdem kann davon ausgegangen werden, dass Zimmern wesentlich älter ist, denn sowohl eine Grabhügelgruppe aus der Hallstattzeit und der Flurname Römersbach deuten auf eine weit frühere Besiedlung hin. Gottfried von Zimmern hatte vermutlich seinen Sitz im Bürgle, einem Gewann östlich von Zimmern. Er war ein Bruder der Burggrafen von Zollern. Weil zu dieser Zeit aber auch noch ein Ort namens Weiler existierte, ist die genaue Siedlungsgeschichte nicht eindeutig herzuleiten. Laut Ortschronik wohnten in Zimmern um 1600 rund 50 Personen. Die auch schon vor dieser Zeit erwähnten typischen Namen Bogenschütz, Fecker, Kaiser, Pflumm, Hausch und Schumacher sind auch heute noch als Familiennamen präsent.

## Politik
Zimmern war bis 1972 eine selbständige Gemeinde, die immer mit der Grafschaft Zollern (später Hohenzollern) verbunden war. Die Haupteinnahmequellen waren Holzverkäufe sowie die Steuern, die von der Burg Hohenzollern zu entrichten waren. Vor 1900 wurde Zimmern von Vögten verwaltet, die stark an die preußische Verwaltung der Hohenzollerschen Lande gebunden waren. Später gehörte Zimmern zum Landkreis Hechingen und bei der Kreisreform wurde es mit dem Altkreis Hechingen dem heutigen Zollernalbkreis zugeschlagen. Am 1. März 1972 wurde Zimmern im Rahmen der Gemeindereform in die Gemeinde Bisingen eingegliedert, wo es nun mit Thanheim und Wessingen die selbständigen Teilorte mit Ortschaftsräten und Ortsvorsteher bildet. Im ehemaligen Rat- und Schulhaus, das zum Bürgerhaus erweitert wurde, tagt regelmäßig der neun Mitglieder umfassende Ortschaftsrat unter Vorsitz des Ortsvorstehers Andreas Fecker.

## Kultur und Sehenswürdigkeiten

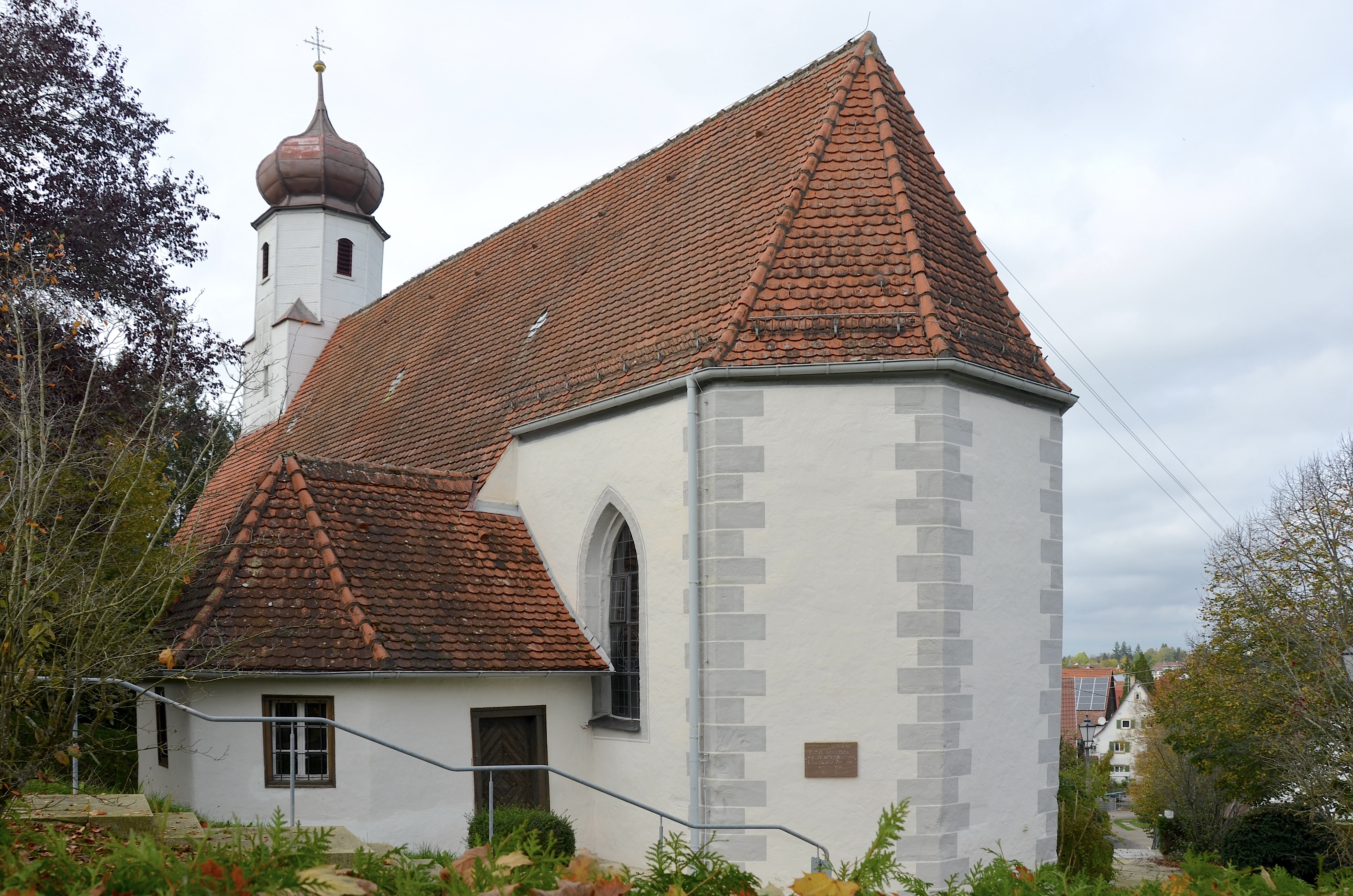
Pfarrkirche St. Georg

Wangerhaus

Herausragendes Bauwerk der Region ist die Burg Hohenzollern. Die 1867  fertiggestellte dritte Burg auf dem vorgelagerten Zeugenberg der Schwäbischen Alb ist eine vielbesuchte Touristenattraktion und weithin sichtbar. Die im neugotischen Stil errichtete Burg liegt auf der Gemarkung Zimmern und gehört heute zur Gemeinde Bisingen.
Innerhalb der Ortschaft Zimmern dürfte wohl die rund 500 Jahre alte Kirche das interessanteste Bauwerk darstellen. Das im gotischen Stil errichtete schlichte Gotteshaus hat neben einer sehenswerten Pietà Fresken an den Seitenwänden aufzuweisen, welche die Apostel zeigen. Diese wurden 1935 bei einer Renovierung entdeckt und freigelegt.
Eines der sehenswertesten Häuser ist das alte Wangerhaus. Es wurde um 1710 als Bauernhaus mit Stall und separater Scheune sowie einer Wagnerwerkstatt erbaut. Das Fachwerkhaus ist auch heute noch in seinem historischen Zustand erhalten.

## Sonstiges
Zimmern bietet eine reichhaltige Auswahl an Wanderwegen, die rund um den Zoller und auf die Albhochfläche führen. Auch für Mountainbiker gibt es jede Menge Wiesen- und Waldwege, die entlang des Albtraufs und auch auf die Schwäbische Alb hinauf jeden Schwierigkeitsgrad bieten. Besonders dicht ist das Wegenetz für beide Zielgruppen zwischen den Bergen Zoller und Raichberg.
Das aktive Dorfleben wird zum großen Teil durch die ansässigen Vereine (Musikverein, Schützenverein) gestaltet. Die jährlich stattfindenden Feste und Veranstaltungen sind die Pfeiler des geselligen Lebens. Neu in diesem Rahmen ist das Scheunenfest, das 2004 zum ersten Mal in und um die alten Dorfscheuer veranstaltet wurde und 2006, 2008 und 2010 erneut durchgeführt wurde.